# Frittata con la mentuccia
Piatto tradizionale marchigiano legato alla cucina povera, la frittata con la mentuccia era considerata la pietanza che non doveva mai mancare nella prima colazione, abbondante e ricca di varietà di cibi, della mattina di Pasqua.

## Preparazione
Composta di ingredienti semplici quali le uova, la mentuccia o nepitella detta anche mentastro pestata nel mortaio, pepe, sale e olio, deve risultare piuttosto alta. A Serra San Quirico usavano aggiungere anche qualche goccia di acqua benedetta.
Si accompagna al salame, alla finanziera, al formaggio e alle uova benedette.